# 名鉄岐阜市内線
岐阜市内線（ぎふしないせん）は、かつて岐阜県岐阜市内で運行されていた名古屋鉄道（名鉄）の軌道線。岐阜駅前駅から忠節駅までの区間と、長良線（ながらせん）と通称される徹明町駅から長良北町駅までの区間が存在した。2005年（平成17年）4月1日付で全線が廃止された。

## 路線図

路線図

## 概要
岐阜市街地内を走る路面電車で、全線がほぼ道路上を走る併用軌道となっていた。JR東海岐阜駅北口から名鉄岐阜駅の西側を経て、徹明町 - 千手堂間は徹明通り（岐阜東西通り）、千手堂 - 忠節間は忠節橋通り、徹明町 - 長良北町間は長良橋通りを通っていた。
運賃は全線均一制（廃止時点では170円）で、直通する揖斐線など運賃計算キロが設定されている他の名鉄線に跨って利用する場合は両方を合算していた。ワンマン運転時の乗車整理券に関しては岐阜市内線のみ運行する列車では発行されず、揖斐線へ直通する列車では忠節駅から運賃が上がるために発行されていた。運賃は1乗車乗り切り制で、徹明町駅で美濃町線に乗り継ぐ場合は乗り継ぎ割引も存在しないため、乗り継ぎ先で改めて運賃が発生していた（例えば新岐阜駅前から徹明町経由で競輪場前へ行く場合、徹明町で運賃が一旦打ち切られて2乗車合計340円となっていた）。

## 路線データ
特記なければ路線廃止時点のもの。
- 路線距離（営業キロ）
  - 岐阜駅前 - 忠節間 3.7 km （2005年廃止）
  - 徹明町 - 長良北町間 3.9 km （1988年廃止）
- 軌間：1,067 mm（狭軌）
- 駅数：20駅（起終点駅含む）
- 複線区間：全線複線
- 電化区間：全線電化（直流600 V）

## 歴史
美濃電気軌道によって、後の長良線の一部を含む駅前（後の新岐阜駅前付近） - 今小町（後の大学病院前）間が1911年（明治44年）に開業したが、忠節方面へは1925年（大正14年）になってから開業した。
岐阜駅前駅付近は岐阜駅や新岐阜駅の移転などにより何度か付け替えられ、忠節駅付近も揖斐線忠節駅移転により細かい延伸を繰り返している。

### 廃止表明まで
モータリゼーション進展などの理由から、岐阜市は長年市内線に対して敵対的な姿勢を取り続けていた。1967年（昭和42年）には市議会において路面電車廃止決議が可決されており、名鉄との協議で補償問題がまとまらず（この時点での廃止は）棚上げになったものの、同決議はその後も有効となっている。
1961年（昭和36年）2月、名鉄は長良橋 - 養老の滝間のモノレール路線の建設構想を発表した。この構想では長良橋 - 岐阜駅は市内線をモノレールに置き換えることになっていたが、その後は進展しなかった。1970年（昭和45年）からは当時の上松陽助市長が岐阜市都市交通研究会に指示して、市内線全線を都市モノレールに置き換える「岐阜市モノレール」構想が進められたが、1975年（昭和50年）に凍結されている。

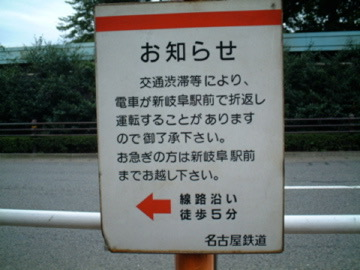
岐阜駅前駅に掲示されていた利用者向けの案内表示。2000年頃撮影。

岐阜市内線においては併用軌道区間における道路幅が狭いことを理由として、通常は道路交通法で禁止されている軌道敷内の自動車の通行が許可されていた。このため交通渋滞に巻き込まれて電車が岐阜駅前駅まで到達できず、新岐阜駅前駅で運転が打ち切られることがしばしばあった。また同様の事情により、自動車の通行の障害になる停留場の安全地帯を岐阜駅前駅を除き設置できず、乗降客は常に自動車との接触事故の危険性に晒されていた。しかし交通行政を管轄する岐阜県警は、安全地帯設置、軌道敷内自動車通行禁止、いずれに対しても消極的であった。安全地帯を設置した場合、交通量の多い幹線道路である国道157号などを路線バスやトラックなど大型車両の通行が困難となるためとされる。
1988年（昭和63年）までは、岐阜市内線の一部として徹明町駅から長良橋通りを北上し長良北町駅に至る通称長良線が走っていた（本来、岐阜市内線は先に開業した岐阜駅前 - 長良北町間が本線で、これに対し後から開業した徹明町 - 忠節間を忠節支線という）。ぎふ中部未来博開催の際に他の交通の障害になるという理由で同年廃止されたものであるが、この点においても岐阜市ならびに岐阜県警の行政における車優先の姿勢は一貫していた。このほか、長良北町駅からは高富線、千手堂駅からは鏡島線が延びていたが、いずれも1960年代に廃止されている。
岐阜市内線と一体的に運営されていた区間の廃止（1999年〈平成11年〉4月1日美濃町線新関 - 美濃間、2001年〈平成13年〉10月1日谷汲線全線、揖斐線本揖斐 - 黒野間）が続く一方、1997年（平成9年）にはモ780形、2000年（平成12年）には美濃町線系統にモ800形と、相次いで600V線区用の新車を投入。サービスの向上を図った。
2003年（平成15年）1月24日に、名鉄は岐阜県内における600V電化区間からの全面撤退に向け周辺自治体と協議すると表明。岐阜市はようやく存続の可能性を探るため、同年10月14日から11月28日まで「路面電車交通社会実験」を行った。主要停留所に仮設の安全地帯を設置し、かつ軌道敷内の自動車通行を禁止することで利用者の安全性と列車運行の定時性を担保し、このことによって利用者が増加するか否かを見きわめる目的で実施されたものであった。この社会実験は既存の利用者には好評を博したものの、利用者数の減少を止めるには至らず、またドライバーからは安全地帯の設置や軌道敷内の自動車通行禁止によって激化した交通渋滞への不満の声もあがった。
なお、岐阜駅前 - 新岐阜駅前間は、主要地方道岐阜停車場線の整備に伴い、2003年（平成15年）12月1日から廃止日前日の2005年（平成17年）3月31日まで休止された。なお、新岐阜駅は2005年（平成17年）1月29日に名鉄岐阜駅と改称されたが、新岐阜駅前駅の名称は変更されなかった。

### 廃止表明
前述の社会実験の結果を受け、2004年（平成16年）に名鉄は岐阜市内線ならびに揖斐線・美濃町線・田神線、すなわち岐阜県内における架線電圧600Vの全路線について運営撤退を正式に表明、同年3月に軌道法に基づく廃止許可申請書と鉄道事業法に基づく廃止届を提出した。
名鉄の廃止表明を受けて、地元の岐阜市などでは協議会を設置し、公設民営方式での存続の可能性について検討を行なった。継続に対して署名運動が行われ、岐阜市内線・揖斐線・美濃町線の周辺地域から、7万人強の署名が集まり提出されている。新聞などでは当時の岐阜市長・細江茂光はこの行動に対して「継続に対して前向きに検討する」と回答した、と報道されている。また沿線の自治会連絡協議会や沿線高校からも鉄道存続の陳情や要望がなされていた。これら要望を受ける形で岡山電気軌道（後に南海電気鉄道貴志川線を継承した和歌山電鐵設立に関連して、資金・運営両面において支援を行った実績を有する事業者）のほか、フランスからもコネックス（CONNEX - 現在のヴェオリア・トランスポール社）が支援検討を表明・打診した。
同年6月28日には岡山電気軌道より同社が運行会社となった場合の試算が発表された。その他、鉄道愛好家らを中心に設立された存続活動団体より運行存続ならびに黒字転換に関する提言がなされたものの、これらの支援策はいずれも沿線自治体からの公的資金投入を前提としたものであったことなどから不調に終わり、同時期に椿洞の産廃不法投棄問題を抱え財政再建が至上課題であった岐阜市は利用客減少や財政難などを理由に公共交通へ財政支援はできないとして同年7月27日に存続断念を発表、岐阜市内線を含む架線電圧600Vの各路線は翌2005年（平成17年）4月1日付で全線廃止された。日本国内における路面電車の廃止は、2000年（平成12年）11月の西日本鉄道北九州線の以来のことであった。
なお、細江市長の資金管理団体「日本一元気な県都岐阜市を創る会」の代表者は岐阜乗合自動車（岐阜バス）の相談役（当時・元社長）を務める人物であり、路線存続には反対の立場を表明していた。また、岐阜バスには市側から補助金が毎年交付されていたという事情もあり、細江と同社ならびに同社相談役との関係が市内線存続断念に影響したのではないかと市議会において追及されている。細江は、岐阜バス相談役について「社長を退任しておられまして、まあ人格、識見も大変すぐれた方」と答弁した。
また、バス事業者の経営面でも、岐阜市内の岐阜バス・名鉄バス・岐阜市営バスの3事業者で、赤字額が年間合計10億円を超えており、バス事業存続が危機的な状況という背景もあった。2002年（平成14年）12月20日には岐阜市がオムニバスタウンに指定され、バス運行の定時性・速達性等を高めるためバス交通基盤の整備・強化を図ることになったという背景もある。

### 廃止後の動き
存続断念に関する正式表明を受けた後、沿線自治体が中部運輸局や名鉄へ代替交通（廃止代替バス）確保の要請を開始したことから、通常路線廃止の6か月前に事業者の決定が必要となる代替バス運行事業者の一般募集開始時期は2004年（平成16年）11月にずれ込むこととなった。同年12月に名鉄系列の岐阜バスが名乗りを上げ、同社が代替交通を担うことが決定した。
バス転換当初は、前記事情により代替バスの手続きが遅れたことからバスや運転士の確保が間に合わず、積み残しの発生やそれを避けた利用者の自家用車利用による道路渋滞により運行遅延が生じるなどトラブルも生じたものの、市内線利用者のバス転換率は56 - 60%に上り、他都市における転換率（約30 - 50%）と比較して高い数値を記録した。
なお、岐阜市内線エリアを管轄する岐阜中警察署の統計によると、路線廃止以前と比較して人身交通事故件数・死亡者数とも約20%減少したものの、通勤時間帯の自動車の道路通行量は5%増加した。また、東側方面（美濃町線沿線）については最大渋滞長は延びたものの渋滞解消時間は短縮された一方、西側方面（揖斐線沿線）では渋滞長・渋滞時間とも悪化したことが判明している。
2005年（平成17年）8月に、路面電車存続運動を継承する形で、関市でジャスコなどが入居するショッピングセンター「MAGO（マーゴ）」を運営するサン・ストラッセが600V電化区間への参入を表明。岡山電気軌道に運営運行業務を委託する形の、新しい鉄道会社の設立を目指していたが、廃線前に検討された上下分離方式を前提とするという、必要な資金の大半を沿線自治体に依拠するものであったため、賛同する自治体は現れなかった。また、名鉄側も軌道敷地など資産の譲渡先は自治体に限るとして交渉には応じなかった。
これらの動きを受け、岐阜県は復活計画に具体性が無いこと、雨天時のレールでのスリップや冬季のレールの凍結が交通事故の原因となることなどを理由として、同年9月6日から順次、県管理区間の道路の軌道撤去を開始し、同時期には岐阜市も市道区間の軌道撤去を開始した。一部区間では軌道を撤去せずアスファルト舗装で覆っている。施設の撤去が進む中、サン・ストラッセは2006年（平成18年）10月23日付で軌道事業の申請を取り下げた。
また、2011年（平成23年）11月に岩田知也（北海道 総合政策部）、加藤博和（名古屋大学准教授）が発表した研究『鉄軌道廃線の影響分析―岐阜600V線区を対象として―』によると、費用便益分析の観点からは、廃線によって全体の厚生は増加するが、その大半が事業者の赤字解消であり、利用者にとってはバスに転換しても余剰が低下してしまったこと、かつては鉄軌道は岐阜の都市空間構造に影響を及ぼしていたが、廃線時点には影響を与えていなかったことなどが明らかになったとしている。2005年（平成17年）の名古屋大学の加藤博和および学生による土木学会の発表でもラッシュ時のバス転換率は60パーセント前後であった。通学面においても、岐阜市内沿線高校の入試倍率が廃線前年比1倍を割る高校や職業高校が顕著で、廃線が通学需要に影響を与えているとしている。

### 年表

岐阜駅周辺の線路変遷

『日本鉄道旅行地図帳』および『名鉄600V線の廃線を歩く』による。
- 1911年（明治44年）
  - 2月11日 美濃電気軌道が駅前 - 今小町間を開業。
  - 10月7日 今小町 - 本町間が開業。
- 1912年（大正元年）8月28日 本町 - 長良橋間が開業。
- 1913年（大正2年）8月21日 国鉄岐阜駅移転に伴い、駅前（後の岐阜駅前）駅を移転。
- 1914年（大正3年）12月26日 笠松線（後の名古屋本線）新岐阜駅（初代）開業。市内線に新岐阜駅を設置し連絡。
- 1915年（大正4年）11月20日 長良橋 - 長良北町間開業。長良軽便鉄道（後の高富線）と接続。
- 1918年（大正7年）10月 車庫を梅林付近から長住町付近へ移転。
- 1925年（大正14年）
  - 6月1日 徹明町 - 千手堂間が開業。前年開業の鏡島線と接続。
  - 12月11日 千手堂 - 忠節橋間が開業。北方線（後の揖斐線）とは徒歩連絡。
- 1930年（昭和5年）
  - 8月20日 名古屋鉄道が美濃電気軌道を合併。岐阜市内線となる。
  - 9月5日 名古屋鉄道が名岐鉄道に社名変更。
- 1935年（昭和10年）8月1日 名岐鉄道が名古屋鉄道に社名変更。
- 1943年（昭和18年）2月22日 新岐阜駅を駅前駅に統合。
- 1948年（昭和23年）
  - 4月18日 - 駅前駅を岐阜駅前駅に改称。
  - 8月1日 忠節橋駅を忠節駅（2代目）前付近に移転。
- 1952年（昭和27年）5月1日 岐阜駅前駅を移転。
- 1953年（昭和28年）7月1日 忠節橋 - 忠節間が開業。
- 1954年（昭和29年）12月21日 揖斐線が経路変更され忠節駅（3代目）で接続。忠節橋を早田へ改称。
- 1967年（昭和42年）
  - 4月 岐阜工場が市ノ坪に移転。
  - 7月24日 全車両ボギー車化[17]。
  - 12月17日 揖斐線直通の急行を運転開始。
- 1982年（昭和57年）3月 新岐阜駅前 - 新岐阜（各務原線構内）間の連絡線廃止。
- 1988年（昭和63年）
  - 6月1日 徹明町 - 長良北町間3.9kmが廃止[18]。
  - 7月 新岐阜駅前 - 旧岐阜工場間の側線を撤去。
- 2003年（平成15年）12月1日 岐阜駅前 - 新岐阜駅前間が休止。
- 2005年（平成17年）4月1日 岐阜駅前 - 忠節間3.7kmが廃止され全廃。

## 運行形態

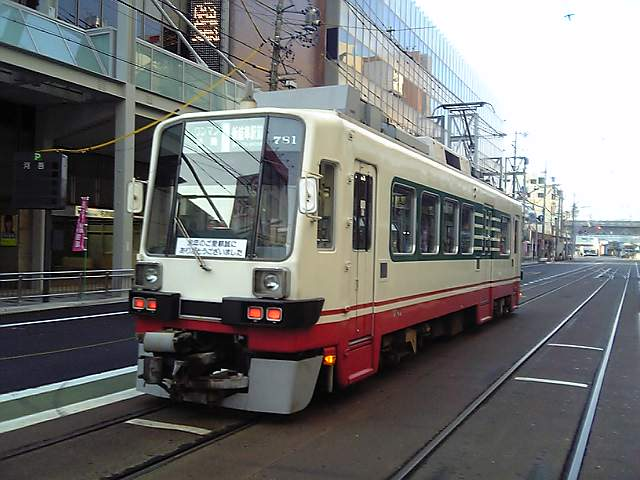
新岐阜駅前駅のモ780形

2003年（平成15年）12月1日改正ダイヤでは新岐阜駅前 - 忠節間は朝5時台 - 夜22時台の運行で、おおむね5 - 15分（日中は15分）間隔で運行されていた。1967年（昭和42年）のモ510形・モ520形による揖斐線直通急行の運転開始後、この急行に加えモ560形・モ570形による忠節までの電車が走っていた。朝夕は直通急行の設定がなく、モ570形が急行として走るものもあった。その後市内線内運転は減便されていき、モ780形・モ770形の投入によって、2001年（平成13年）10月1日改正のダイヤでは朝・夜の一部を除いて市内線内運転の電車が廃止され、原則として揖斐線との直通運転が主体のダイヤとなった。それまで黒野発着の急行・美濃北方・忠節折り返しが1時間あたりそれぞれ2本ずつの6本であったが、これにより市内線区間でも15分おきの1時間あたり4本へ減便された（それでも名鉄の廃止路線の中では本数が多かった）。また、揖斐線の急行も市内線区間では各停留場に停車するようになった。それまで揖斐線の急行は市内線区間でも急行運転を行っており市内線の新岐阜（新岐阜駅前）・徹明町・千手堂・西野町・忠節に停車していた。一部をのぞきワンマン運転を実施していた。
徹明町 - 長良北町間の長良線は1988年（昭和63年）の廃止前には伊奈波通以遠の曲線通過の関係上ほぼ小形のモ550形の独擅場（一部モ560形とモ530形も入っていた）で、長良北町までのほか、伊奈波通折り返しのものも半数あった。夏の花火大会の時には、夕方から全列車を伊奈波通折り返しとし、モ550形のほか、モ570形やモ590形といった大型車も駆り出され花火見物客輸送に活躍した。

## 駅一覧
- 駅名は廃止時点のもの。
- 軌道上の駅は、安全地帯やホームのないものに対して、実際は「駅」と称さず「電停」と称していた。
- 岐阜駅前 - 新岐阜駅前間は2003年から休止。

| 路線名   | 停留場名     | 駅間キロ | 営業 キロ | 営業 キロ | 接続路線                                               |
| 路線名   | 停留場名     | 駅間キロ | 路線毎    | 総延長    | 接続路線                                               |
| -------- | ------------ | -------- | --------- | --------- | ------------------------------------------------------ |
| 本線     | 岐阜駅前駅   | -        | 0.0       | 0.0       | 東海旅客鉄道（JR東海）：東海道本線・高山本線（岐阜駅） |
| 本線     | 新岐阜駅前駅 | 0.3      | 0.3       | 0.3       | 名古屋鉄道：名古屋本線・各務原線（名鉄岐阜駅）         |
| 本線     | 金宝町駅     | 0.4      | 0.7       | 0.7       |                                                        |
| 本線     | 徹明町駅     | 0.2      | 0.9       | 0.9       | 名古屋鉄道：美濃町線・岐阜市内線本線（1988年廃止）     |
| 忠節支線 | 徹明町駅     | 0.2      | 0.0       | 0.9       | 名古屋鉄道：美濃町線・岐阜市内線本線（1988年廃止）     |
| 忠節支線 | 金町駅       | 0.3      | 0.3       | 1.2       |                                                        |
| 忠節支線 | 千手堂駅     | 0.4      | 0.7       | 1.6       | 名古屋鉄道：鏡島線（1964年廃止）                       |
| 忠節支線 | 本郷町駅     | 0.3      | 1.0       | 1.9       |                                                        |
| 忠節支線 | 西野町駅     | 0.5      | 1.5       | 2.4       |                                                        |
| 忠節支線 | 早田駅       | 0.8      | 2.3       | 3.2       |                                                        |
| 忠節支線 | 忠節駅       | 0.5      | 2.8       | 3.7       | 名古屋鉄道：揖斐線（直通）                             |

| 路線名 | 停留場名     | 駅間キロ | 営業 キロ  | 営業 キロ    | 接続路線                                 |
| 路線名 | 停留場名     | 駅間キロ | 徹明町起点 | 岐阜駅前起点 | 接続路線                                 |
| ------ | ------------ | -------- | ---------- | ------------ | ---------------------------------------- |
| 本線   | 徹明町駅     | -        | 0.0        | 0.9          | 名古屋鉄道：美濃町線・岐阜市内線忠節支線 |
| 本線   | 岐阜柳ヶ瀬駅 | 0.3      | 0.3        | 1.2          | 美濃町線（旧線、1950年廃止）             |
| 本線   | 市役所前駅   | 0.3      | 0.6        | 1.5          |                                          |
| 本線   | 大学病院前駅 | 0.4      | 1.0        | 1.9          |                                          |
| 本線   | 伊奈波通駅   | 0.5      | 1.5        | 2.4          |                                          |
| 本線   | 本町駅       | 0.4      | 1.9        | 2.8          |                                          |
| 本線   | 材木町駅     | 0.4      | 2.3        | 3.2          |                                          |
| 本線   | 公園前駅     | 0.3      | 2.6        | 3.5          |                                          |
| 本線   | 長良橋駅     | 0.5      | 3.1        | 4.0          |                                          |
| 本線   | 鵜飼屋駅     | 0.4      | 3.5        | 4.4          |                                          |
| 本線   | 長良北町駅   | 0.4      | 3.9        | 4.8          | 名古屋鉄道：高富線（1960年廃止）         |

## 車両

### 車両数の変遷
| 年        | 510形 | 520形 | 770形 | 780形 | 550形 | 560形 | 570形 | 合計(冷房車) |
| --------- | ----- | ----- | ----- | ----- | ----- | ----- | ----- | ------------ |
| 1978      | 5     | 5     |       |       | 8     | 6     | 5     | 29(0)        |
| 1982-1983 | 5     | 5     |       |       | 8     | 6     | 5     | 29(0)        |
| 1984-1986 | 5     | 5     |       |       | 8     | 3     | 5     | 26(0)        |
| 1987      | 5     | 5     | 4     |       | 8     | 3     | 5     | 30(4)        |
| 1988      | 5     | 2     | 4     |       | 8     | 2     | 5     | 26(4)        |
| 1989-1994 | 3     |       | 8     |       | 6     |       | 5     | 22(8)        |
| 1995-1997 | 3     |       | 8     |       | 3     |       | 5     | 19(8)        |
| 1998      | 3     |       | 8     | 4     |       |       | 5     | 20(12)       |
| 1999-2000 | 3     |       | 8     | 7     |       |       | 4     | 22(15)       |
| 2001-2004 | 2     |       | 8     | 7     |       |       | 3     | 20(15)       |

- 1978年は10月1日現在、1982年・1983年は1月1日現在、1984年以降は4月1日現在。
- 『私鉄車両編成表』各年版、ジェー・アール・アール。